# Aristida riparia
Aristida riparia är en gräsart som beskrevs av Carl Bernhard von Trinius. Aristida riparia ingår i släktet Aristida och familjen gräs. Inga underarter finns listade i Catalogue of Life.